# La Vecchia
La Vecchia (la « Vieille femme » en italien) est un îlot faisant partie de l'archipel italien des îles Tremiti situé en mer Adriatique, au large des côtes sud-est de la péninsule italienne. Il se trouve juste devant l'île du Cretaccio, appartenant au même archipel. 
Complètement inhabité, il fait administrativement partie de la commune des Isole Tremiti qui est sous la juridiction de la Province de Foggia.